# Podturn (Rogaška Slatina, Slovenija)
Podturn je naselje u slovenskoj Općini Rogaškoj Slatini. Podturn se nalazi u pokrajini Štajerskoj i statističkoj regiji Savinjskoj. 

## Stanovništvo
Prema popisu stanovništva iz 2002. godine naselje je imalo 71 stanovnika.